# Кшижувка (Мазовецьке воєводство)
Кшижувка (пол. Krzyżówka) — село в Польщі, у гміні Радзейовиці Жирардовського повіту Мазовецького воєводства.
Населення — 93 особи (2011).
У 1975-1998 роках село належало до Скерневицького воєводства.

## Демографія
Демографічна структура станом на 31 березня 2011 року:
|          | Загалом | Допрацездатний вік | Працездатний вік | Постпрацездатний вік |
| -------- | ------- | ------------------ | ---------------- | -------------------- |
| Чоловіки | 47      | 5                  | 39               | 3                    |
| Жінки    | 46      | 10                 | 27               | 9                    |
| Разом    | 93      | 15                 | 66               | 12                   |